# Datenschutzerklärung
Eine Datenschutzerklärung beschreibt, wie Daten (insbesondere personenbezogene Daten) von einem datenschutzrechtlich Verantwortlichen verarbeitet werden, das heißt, welche Daten erhoben, zu welchen Zwecken sie genutzt und ob sie an Dritte weitergegeben werden.
In vielen Staaten gibt es eine gesetzliche Pflicht, Datenschutzerklärungen vorzuhalten. Außerdem haben private Organisationen wie das Platform for Privacy Preferences Project oder die Internet Content Rating Association eigene Standards für Datenschutzerklärungen festgelegt.
Eine Datenschutzerklärung ist von einer datenschutzrechtlichen Einwilligung zu unterscheiden. Bei einer Datenschutzerklärung erläutert der Verantwortliche den Betroffenen, ob und wie er ihre Daten verarbeitet. Eine Einwilligung dient dagegen der Rechtfertigung einer Datenverarbeitung, die das Gesetz sonst nicht erlaubt, zum Beispiel die Zusendung von Werbe-E-Mails.

## Rechtslage in der Europäischen Union
In der Europäischen Union muss jeder, der personenbezogene Daten als Verantwortlicher verarbeitet, die Betroffenen nach den Art. 13 und 14 der Datenschutz-Grundverordnung über bestimmte Aspekte der Datenverarbeitung informieren.

## Rechtslage in der Schweiz
Nach dem Schweizer Bundesgesetz über den Datenschutz sind Datenschutzverantwortliche ähnlich wie in der EU, nach Art. 19–21 DSG CH ebenfalls verpflichtet, betroffene Personen über die Datenbearbeitung zu informieren.